# Кошино
Кошино (на македонска литературна норма: Кошино) е село в община Долнени на Северна Македония.

## География
Селото е разположено в Прилепското поле, северозападно от град Прилеп.

## История
Църквата „Свети Никола“ е изградена в XVII и обновена в XIX век. В XIX век Кошино е село в Прилепска каза на Османската империя. „Етнография на вилаетите Адрианопол, Монастир и Салоника“, издадена в Константинопол в 1878 година и отразяваща статистиката на населението от 1873 година Кошино (Cochino) е посочено като село с 27 домакинства и 117 жители българи.
Според статистиката на Васил Кънчов („Македония. Етнография и статистика“) от 1900 година Кошино е населявано от 266 жители българи християни. Според Никола Киров („Крушово и борбите му за свобода“) към 1901 година Кошино има 30 български къщи.
На Етнографската карта на Битолския вилает на Картографския институт в София от 1901 година Кошино е чисто българско село в Прилепската каза на Битолския санджак с 15 къщи.
В началото на XX век цялото население на селото е под върховенството на Българската екзархия. По данни на секретаря на екзархията Димитър Мишев („La Macédoine et sa Population Chrétienne“) в 1905 година в Кошино има 120 българи екзархисти и функционира българско училище.
При избухването на Балканската война 11 души от Кошино са доброволци в Македоно-одринското опълчение.
На етническата си карта на Северозападна Македония в 1929 година Афанасий Селишчев отбелязва Кошино като българско село.
През есента на 1944 г. комунистически партизани избиват пет-шест жители на селото, обвинени в сътрудничество с българските власти.
Според преброяването от 2002 година Кошино има 92 жители македонци.

## Личности
Родени в Кошино
- Георги Кошинчето, четник при Веле Марков, загинал в Ракитница през 1902 година[11]
- Змейко Цветков - Долгач, войвода на ВМОРО
- Стефан Аризанов, български революционер от ВМОРО, четник на Никола Сарафов[12]
- Момир Цветкович (Селянин) сърбомански активист, деец на Сръбската пропаганда в Македония убит от ВМОРО през 1907 годинаТихомир Ѓорѓевиќ: „Македонија“, 1918 година //   Old Prilep. Посетен на 6 юни 2024 г.
- Диме Георгиев Павлов, редник в 11-а пехотна македонска дивизия, 5-и пехотен македонски полк, награден със Знак на военния орден „За храброст“, IV ст.[13]

Доброволци в Македоно-одринското опълчение
- Илия Апостолов, 4-та рота на 6-а Охридска дружина
- Диме Георгиев, 2-ра рота на 6-а Охридска дружина, безследно изчезнал
- Стефан Георгиев, 1-ва рота на 6-а Охридска дружина, орден „За храброст“
- Веле Кръстев Цветков(Веле Китанов Цветков), 2-ра рота на 6-а Охридска дружина[14]
- Тод Миладинов, 1-ва рота на 6-а Охридска дружина
- Веле Павлов, 1-ва рота на 6-а Охридска дружина, орден „За храброст“ IV ст.
- Дончо Спасов, 2-ра рота на 6-а Охридска дружина
- Никола Спасов, 4-та рота на 6-а Охридска дружина
- Трайко Стоянов, 2-ра рота на 6-а Охридска дружина
- Секула Сърбинов, 2-ра рота на 6-а Охридска дружина, орден „За храброст“ IV ст.
- Дончо Ташков, местоживеене гр. София, 2-ра рота на 6-а Охридска дружина

## Галерия
- Южната част на селото
- Крави